# Дуе (завод Renault)
Завод Renault в Дуе — це автомобільний завод, що належить групі Renault, відкритий у 1970 році в Дуе в промисловому басейні департаменту Нор, неподалік від Лілля (Rijsel).

## Історія
Будівництво заводу отримало добро в 1968 році, а офіційне оголошення про проект відбулося роком пізніше. Дуе було обрано тому, що він добре розташований у центрі промислового центру тяжіння ЄЕС з чудовим дорожнім сполученням з основними промисловими та населеними центрами.  Це також було в районі з великою кількістю доступних працівників через припинення видобутку вугілля в цьому районі.
Першим автомобілем, запущеним у серійне виробництво на заводі, був Renault 5, спочатку невеликими партіями, починаючи з початку 1975 року. Однак основним місцем виробництва маленького автомобіля був і залишався Флінс. Наприкінці 1975 року в Дуе почалося виробництво Renault 14 значно більшими партіями , нарощуючи запаси напередодні запуску першого лобового конкурента Renault у 1976 році. Обсяги в 1976 році становили 325 Renault 14 і 50 R5 на день. Завод продовжив спеціалізацію на виробництві автомобілів малого сімейного сегменту.
До 1977 року на заводі працювало 7 тис. чоловік.  Це був період швидкої автоматизації у виробництві автомобілів, і як новий завод у Дуе був більш автоматизований, ніж інші.  Можливо, це було відображенням того факту, що всі робочі місця на заводі тоді були новими робочими місцями, що деякі члени робочої сили дивилися на роботів із певною прихильністю. Наприкінці цеху складання кузовів більшу частину основного зварювання пресованих панелей виконувала команда з чотирьох роботів «Unimate», яких охрестили їхні колеги-людини: Теофіл, Арсін, Марсель і Модест.  Відвідувачі в цей час були також вражені великим простором на заводі, доступним для подальшого розширення.
Однак у 2008 році Дуе зазнав удару, коли виробництво основної моделі Renault Mégane було зосереджено на заводі в Паленсії: досі два заводи збирали модель паралельно, але обсяги продажів більше не виправдовували таку домовленість. Дуе зберіг спортивні моделі Mégane CC Coupé та Cabriolet.

## Виробництво

### Історичне виробництво
Наступні моделі Renault виготовлялися/виготовляються в Дуе:
- Renault 5 (1972–1985)
- Renault 14 (1976–1983)
- Renault 9/Renault 11(1981–1989)
- Renault 19 (1988–1996)
- Renault Mégane I (1996–2002)
- Renault Scénic I (4X2 і RX4) (1996–2003)
- Renault Mégane II (седан і купе) (2003–2009)
- Renault Scénic II (2003–2009)
- Renault Grand Scénic II (2003–2009)
- Renault Scénic III (2009–2015)
- Renault Grand Scénic III (2009–2015)
- Renault Talisman (2015–2022)
- Renault Scénic IV (2016–2022)
- Renault Espace V (2015–2023)

### Поточне виробництво
- Renault Megane E-Tech (2022–тепер)
- Renault 5 E-Tech (2024–тепер)
- Renault Scénic E-Tech (2024–тепер)